# World Port Tournament 1997
Het World Port Tournament 1997 was een honkbaltoernooi gehouden in Rotterdam van 27 juni tot en met 6 juli 1997.
De deelnemende teams waren Cuba, Nederland, Taiwan, Baltimore Corrigans en de California Stars.
Elk team speelde één keer tegen elk ander team. De nummers één tot en met vier gingen naar de halve finale. Er werd een beslissingswedstrijd gespeeld voor de vierde plaats (niet omdat er gelijk gespeeld is).

## Wedstrijdprogramma
| California Stars    | Baltimore Corrigans | 3-4  |            |
| Taiwan              | Cuba                | 3-21 |            |
| Nederland           | Baltimore Corrigans | 9-8  |            |
| Taiwan              | Nederland           | 10-6 |            |
| Cuba                | California Stars    | 10-5 |            |
| Baltimore Corrigans | Cuba                | 3-9  |            |
| California Stars    | Taiwan              | 0-6  |            |
| Cuba                | Nederland           | 12-2 | 7 innings  |
| Baltimore Corrigans | Taiwan              | 4-6  | 12 innings |
| Nederland           | California Stars    | 8-2  |            |

## Stand in de poule
| 1. | Cuba                |
| 2. | Taiwan              |
| 3. | Nederland           |
| 4. | Baltimore Corrigans |
| 4. | California Stars    |

## Replay 4deplaats
| Baltimore Corrigans | California Stars       | 4-9 |           |
| California Stars    | Baltimore Corrigans'*' | 3-9 | 7 innings |

*: Baltimore gaat door naar dehalve finale

## Halve finale
| Taiwan | Nederland           | 0-15 | 7 innings |
| Cuba   | Baltimore Corrigans | 6-2  |           |

## Wedstrijd voor de bronzen medaille
| Taiwan | Baltimore Corrigans | 6-2 |

## Finale
| Nederland | Cuba      | 5-8  |           |
| Cuba      | Nederland | 17-3 | 7 innings |

| Kampioen: CUBA (1ste titel) |

## Persoonlijke prijzen
- Beste slagman: Yobal Dueñas (Cuba)
- Beste pitcher: Tsao Chun-Yang (Taiwan)
- Homerun King: Orestes Kindelan (Cuba)
- Meest waardevolle speler: Orestes Kindelan (Cuba)
- Meest populaire speler: Johnny Balentina (Nederland)

1985 · 1987 · 1989 · 1991 · 1993 · 1995 · 1997 · 1999 · 2001 · 2003 · 2007 · 2009 · 2011 · 2013 · 2015 · 2017 · 2019